# Dusona luteipes
Dusona luteipes är en stekelart som först beskrevs av Thomson 1887.  Dusona luteipes ingår i släktet Dusona och familjen brokparasitsteklar. Arten är reproducerande i Sverige. Inga underarter finns listade i Catalogue of Life.